# José Ramírez del Río
José Ramírez del Río (Madrid, 10 de febrero de 1973) es un político y profesor universitario español. Diputado por Vox en el Congreso de los Diputados en representación de la circunscripción de Córdoba (desde 2019).

## Biografía

### Carrera docente
José Ramírez nació en Madrid (1973). Se trasladó a Sevilla, donde se licenció en estudios semíticos, árabes e islámicos en la Universidad de Sevilla, y posteriormente se doctoró en traducción. Trabajó como profesor en la Universidad de Sevilla antes de convertirse en profesor tiitular de traducción en la Universidad de Córdoba en 2007. Ha publicado numerosos trabajos en estos campos.
Está casado y tiene dos hijos.

### Carrera política
Comenzó su carrera política como secretario del partido Vox en Córdoba. En las elecciones generales españolas de abril de 2019, se presentó como candidato del partido en la circunscripción de Córdoba y fue elegido miembro del Congreso de los Diputados. Fue reelegido nuevamente en noviembre de 2019.
En política, del Río se ha centrado en asuntos relacionados con la educación. En el Congreso forma parte de las comisiones de Cultura y Educación. También apoya mantener cerradas las fronteras con Ceuta y Melilla entre Marruecos y ha acusado al gobierno marroquí de violar las aguas territoriales españolas. En línea con la postura política de Vox, también está a favor de poner fin a los subsidios públicos a las ONG y movimientos que buscan promover el separatismo regional en España y firmó una carta con otros representantes de Vox llamando a los españoles a "defender la patria contra el separatismo". En 2019, del Río se opuso a la política de Vox que pedía la retirada de un busto de Abderramán III en una plaza pública de la localidad zaragozana de Cadrete al argumentar que "juzgar los acontecimientos pasados desde el presente es absurdo". Los políticos locales del Partido Popular y Ciudadanos también apoyaron la retirada del busto.